# Ilha de Okinawa
A Ilha de Okinawa (沖縄本島, Okinawa-hontō), alternativamente (沖縄島, Okinawa-jima); em Okinawano: (沖縄/うちなー,  Uchinaa) ou (地下/じじ, jiji); em Kunigami: (ふちなー, Fuchináa) é a maior das Ilhas Okinawa e Ilhas Ryukyu do Japão. A ilha tem aproximadamente 110 km de comprimento e 11 km de largura, e tem uma área de 1 206,98 km². Está situada a cerca de 640 km do resto do Japão e da China, e a 500 km ao norte de Taiwan. A área da Grande Naha, capital da Prefeitura de Okinawa, fica na parte sudoeste da Ilha de Okinawa e tem 800 mil dos 1.3 milhões de habitantes da ilha, enquanto a cidade propriamente dita possui cerca de 323 mil habitantes.
Okinawa tem sido um local altamente estratégico para as Forças Armadas dos Estados Unidos desde o final da Segunda Guerra Mundial. Cerca 26 mil militares Norte-americanos trabalham na ilha, cerca da metade das Forças Norte-americanas no Japão, espalhados entre 32 bases e 48 campos de treinamento. As bases Norte-americanas em Okinawa tiveram papéis cruciais na Guerra da Coreia, Guerra do Vietnam, Guerra do Afeganistão e Guerra do Iraque.
Os habitantes da ilha são uns dos povos mais longevos do mundo. Há 34 centenários para cada 100 mil pessoas.

## História

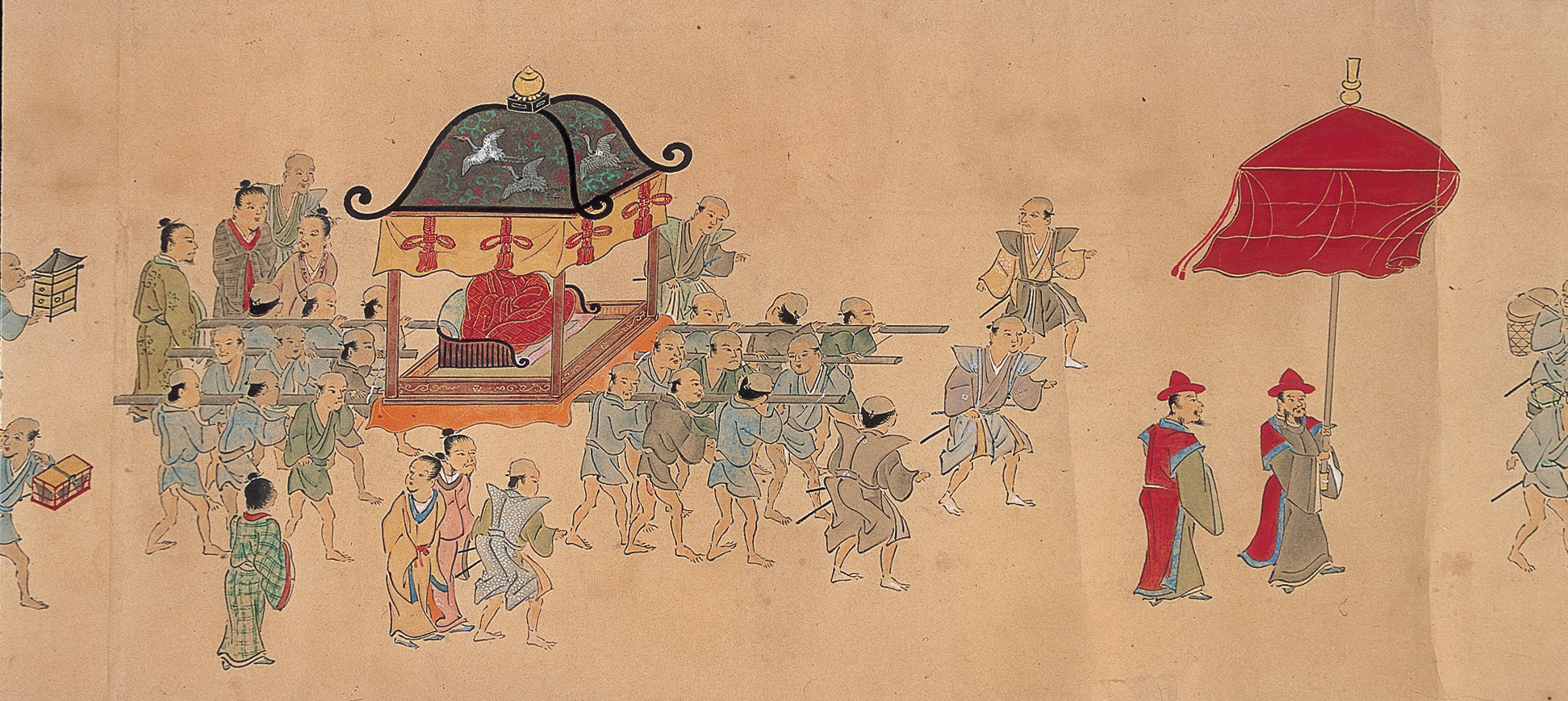
A primeira missão de Ryukyu à Edo, a capital do Xogunato Tokugawa

A história Okinawana antiga é definida pela cultura Kaizuka ou pilha de conchas, e é dividida nos períodos Inicial, Medieval, e Final. No período Kaizuka Inicial, a população era caçadora-coletora. Na parte final desse período, os habitantes ficaram mais próximos das praias, sugerindo o engajamento deles na pescaria. Em Okinawa, o arroz não foi cultivado até o final do período Medieval. Nestas ilhas, a presença de machados de conchas, de 2 500 anos, sugerem a influência de uma cultura do sudeste do Pacífico.
Após período Final, a agricultura se desenvolveu por volta do século XII, com o centro saindo das praias e indo para lugares mais altos. Este período é chamado de Período Gusuku. Gusuku é o termo usado para as formas distintas de castelos e fortalezas Ryukyuanas. Muitos gusukus e remanescentes culturais das Ilhas Ryukyu foram listados pela UNESCO como Patrimônio Mundial sob o título de Sítios Gusuku e Propriedades Relacionadas do Reino de Ryukyu. Neste período, o comércio de porcelana entre Okinawa e outros países se tornou movimentado, e Okinawa se tornou um ponto importante no comércio do Leste Asiático. Reis Ryukyuanos, como Shunten e Eiso, foram governantes importantes. Uma tentativa de invasão Mongol em 1291 durante a Dinastia Eiso acabou em fracasso. O Hiragana foi importado do Japão por Ganjin em 1265. As Noro, sacerdotisas da Religião de Ryukyu, aparecem.

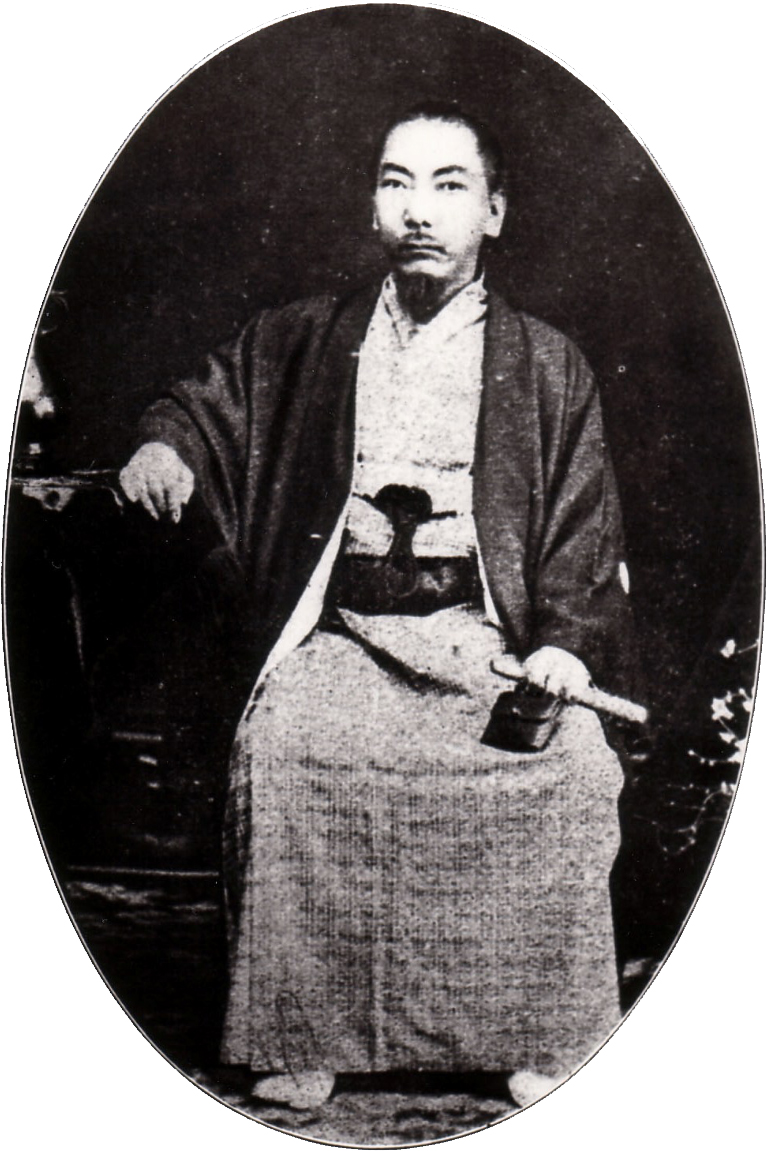
Shō Tai, o último rei

Em 1429, o Rei Shō Hashi completou a unificação dos três reinos e fundou o Reino de Ryūkyū com sua capital no Castelo de Shuri. Seus descendentes conquistariam as Ilhas Amami. Em 1469, o Rei Shō Taikyū morreu, então o governo real escolheu um homem chamado Kanemaru como seu novo rei, que escolheu o nome de Shō En e estabeleceu a Segunda Dinastia Shō. Seu filho, Shō Shin conquistaria as Ilhas Sakishima e centralizaria o governo real, o poder militar, e as sacerdotisas noro.
Em 1609, o Domínio Satsuma Japonês lançou uma invasão do Reino de Ryūkyū, conseguindo capturar o rei e sua capital após um longo cerco. Ryūkyū foi forçada a ceder as Ilhas Amami e se tornar vassalo de Satsuma. O reino se tornou tributário da China e do Japão. Isso aconteceu porque a China não faria um acordo formal de comércio a menos que o país fosse um estado tributário. Quando o Japão se fechou oficialmente  ao comércio com nações Europeias (com exceção da Holanda), Nagasaki, Tsushima, e Kagoshima se tornaram os únicos portos que ofereciam conexões com o mundo exterior.
Muitos Europeus começaram a visitar Ryūkyū a partir do final do século XVIII. As visitas mais importantes a Okinawa foram as do capitão Basil Chamberlain em 1816 e a do comodoro Matthew C. Perry em 1852. Um missionário Cristão, Bernard Jean Bettelheim, viveu no templo Gokoku-ji em Naha de 1846 a 1854.
Em 1879, o Japão anexou todo o arquipélago Ryukyu. O Governo Meiji então a Prefeitura de Okinawa. A monarquia em Shuri foi abolida e o rei deposto Shō Tai (1843–1901) foi forçado a se mudar para Tóquio.
A hostilidade contra o Japão aumentou nas ilhas imediatamente após a anexação em parte por conta da tentativa sistemática da parte do Japão de eliminar a cultura de Ryukyu, incluindo o idioma, religião e práticas culturais.

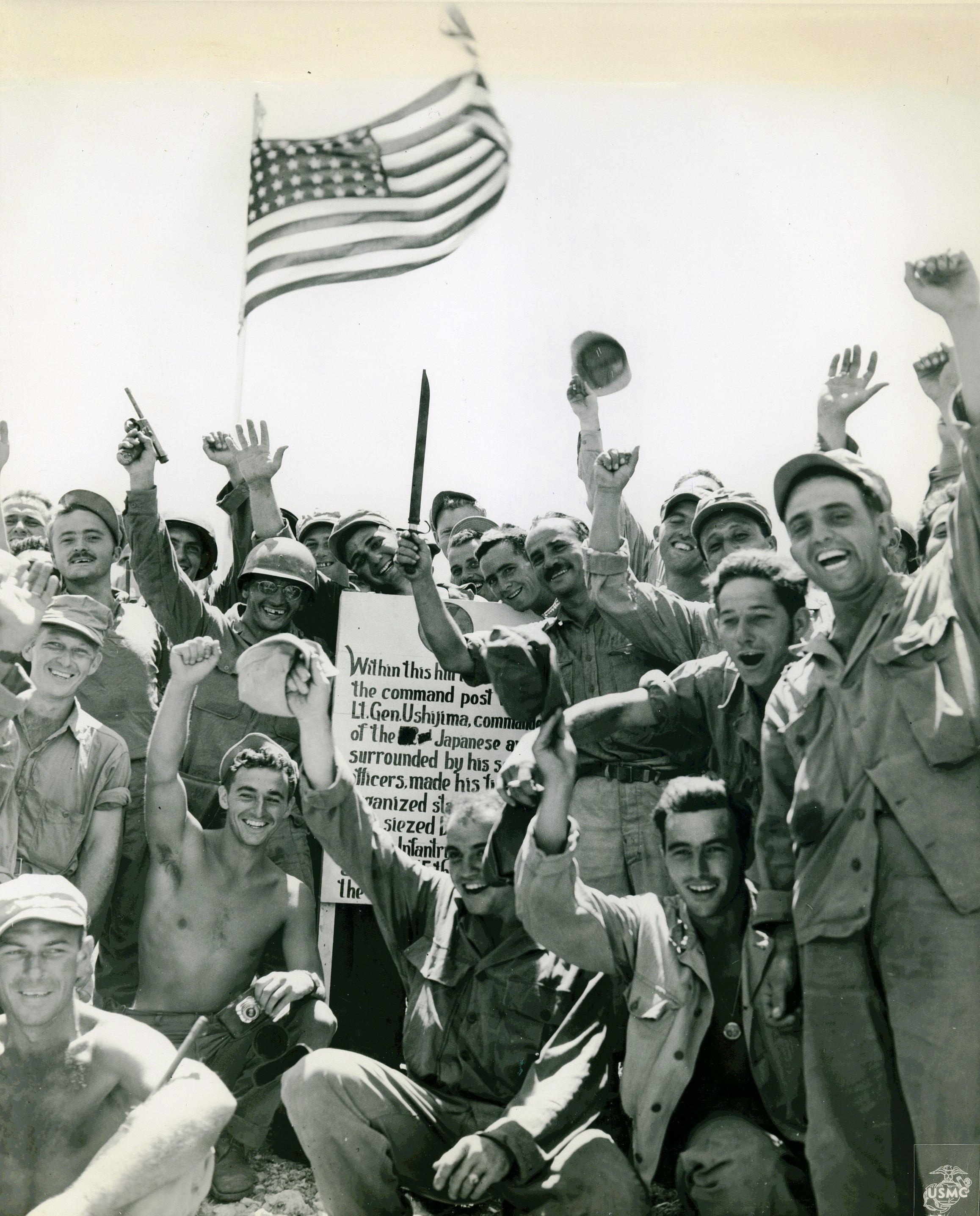
Soldados Norte-americanos em Okinawa, 27 de junho de 1945

A Ilha de Okinawa foi local da maior parte dos combates terrestres da Batalha de Okinawa durante a Segunda Guerra Mundial, quando o Exército dos Estados Unidos e o Corpo de Fuzileiros Navais lutaram em uma longa e sangrenta batalha para capturar Okinawa, para assim ela ser usada como base para a invasão do Japão. Durante os 82 dias da batalha, cerca de 95 mil soldados imperiais Japoneses e 12 510 Norte-americanos foram mortos. A Pedra Angular da Paz no Parque Memorial da Paz da Prefeitura de Okinawa lista 241.281 nomes de mortos de 26 de março de 1945 até a rendição do Japão em 2 de setembro de 1945, além das baixas Okinawanas na Guerra do Pacífico, além dos que morreram em Okinawa por conta da guerra em 1944. São 149 329 Okinawanos, 77 390 Japoneses de outras partes do país, 14 009 Norte-americanos, 365 Sul-coreanos, 82 Norte-coreanos, 82 Britânicos, e 34 Taiwaneses.
Durante a Ocupação do Japão pelos militares Norte-americanos (1945-1952), que seguiu ao rendimento do Japão em 2 de setembro de 1945, na Baía de Tóquio, os Estados Unidos controlaram a Ilha de Okinawa e o resto das Ilhas Ryukyu. As Ilhas Amami voltaram ao controle Japonês em 1953, mas o restante permaneceu sob a posse Norte-americana até 17 de junho de 1972.

## Geografia

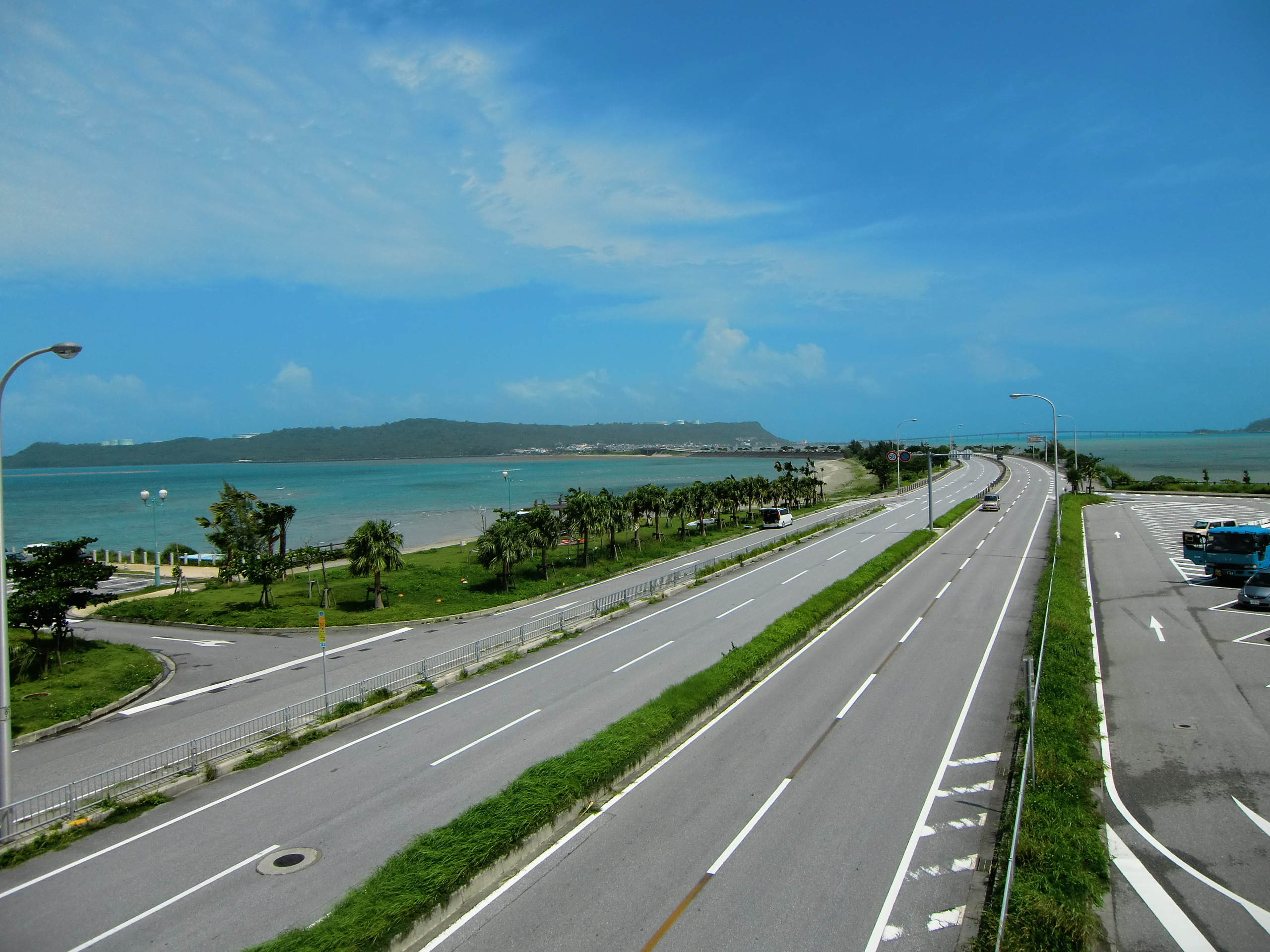
A Kaichū Dōro

Okinawa é a quinta maior ilha do Japão (excluindo as ilhas disputadas ao norte de Hokkaido) com uma área de 1206,98 km². A ilha é conectada a ilhas próximas por uma ponte de terra: a Península de Yokatsu (ou Península de Katsuren) que é conectada via Kaichū Dōro às ilhas Henza, Miyagi, Ikei, e Hamahiga. Similarmente, a Península de Motobu no lado noroeste se conecta a Sesokojima, Yagaji e Kōri-jima.

### Geologia
O extremo-sul da ilha consiste de recife de coral elevado, onde a parte norte tem proporcionalmente mais rocha ígnea. O calcário facilmente erodido do sul tem muitas cavernas, a mais famosa delas é Gyokusendō em Nanjō. Um trecho de 850 m de extensão está aberto aos turistas.

### Fauna

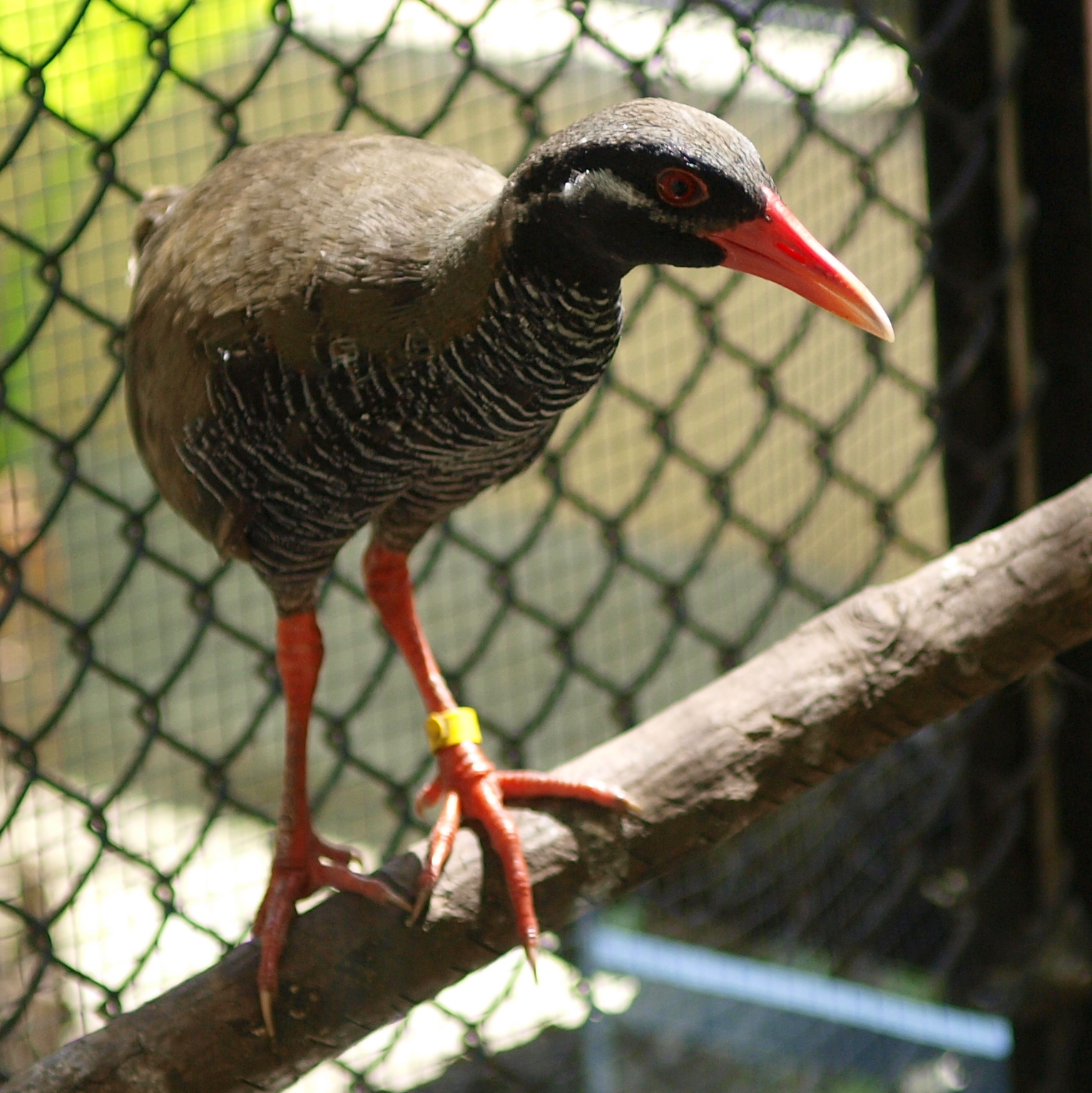
Yanbaru kuina

Nas florestas de Yanbary, há um pequeno número de Yanbaru kuina, uma pequena ave que não voa que está ameaçada de extinção.
O mangusto indiano foi introduzido na ilha em 1910 para ser o predador das víboras habu, que atacavam os pássaros. O problema é que a víbora habu é noturna e o mangusto é diurno, então eles não conseguiram eliminar as víboras, e ao invés disso começaram a caçar os pássaros, aumentando a ameaça ao Yanbaru kuina.

### Clima
A ilha tem um clima subtropical úmido fronteiriço com um clima equatorial. O norte da ilha tem uma floresta densa e a temporada de chuva ocorre no final da primavera.

## Economia

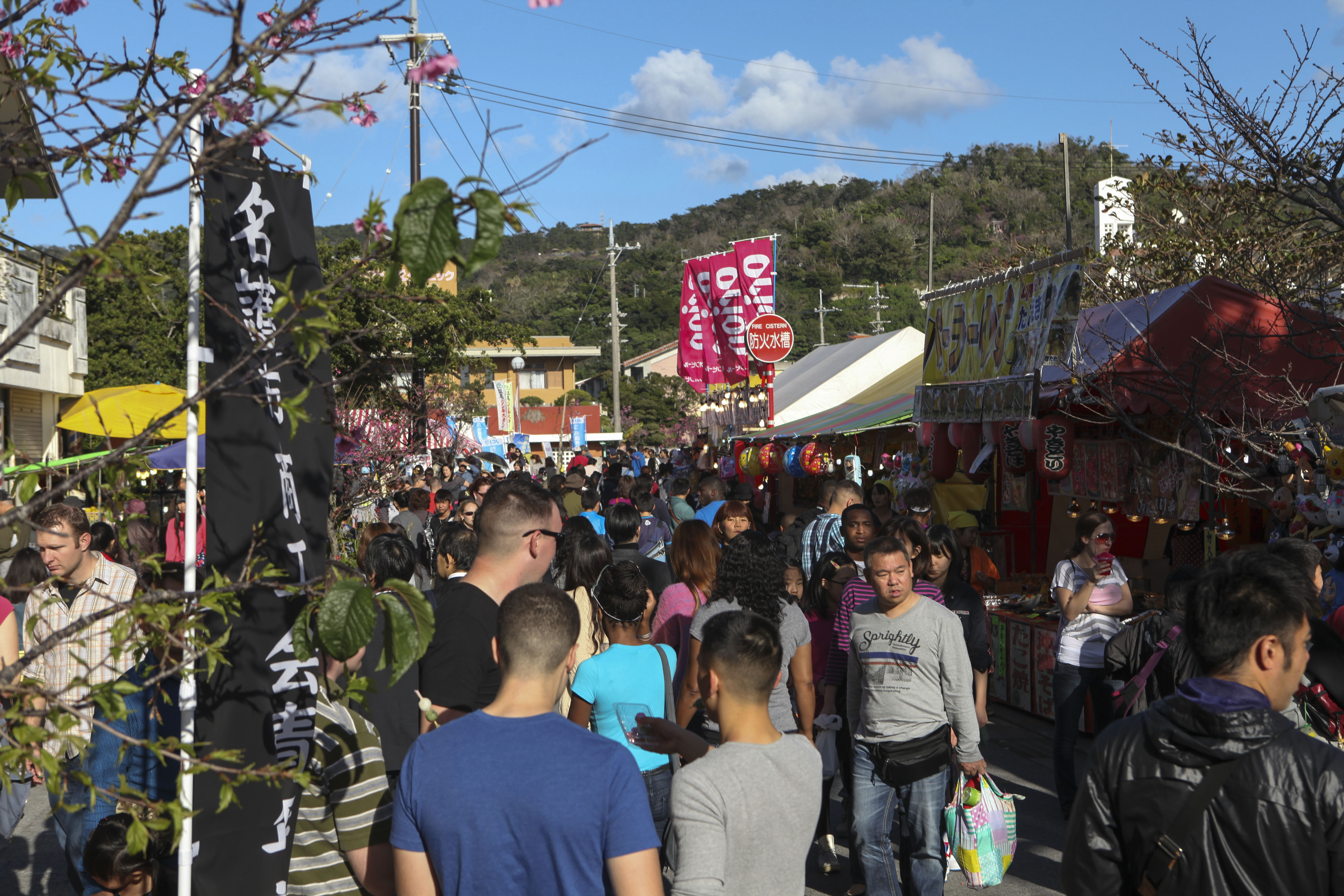
Festival das sakura em Nago

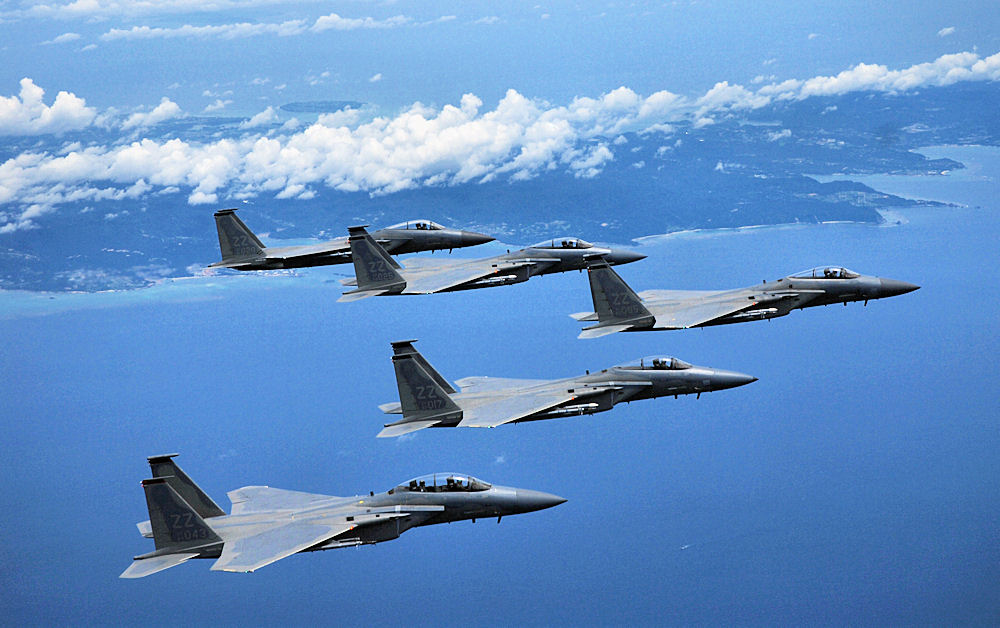
Voo de F-15C Eagles da 18th Wing, Base Aérea de Kadena

Entre as prefeituras do Japão, Okinawa tem a população mais jovem e de crescimento mais rápido, mas tem a menor taxa de emprego e renda média. A economia da ilha é principalmente dependente do turismo e da presença militar dos Estados Unidos, com esforços nos últimos anos para diversifica-la em outros setores.

### Turismo
As atrações turísticas incluem o Okinawa Churaumi Aquarium (outrora o maior aquário do mundo), a Century Beach, o Pineapple Park, a Fábrica da Orion Beer Factory e a Cascata Hiji. Nos últimos anos, Okinawa se tornou um destino popular para turistas da China e do Sudeste Asiático.

### Presença militar dos Estados Unidos
Economicamente, as bases tem perdido importância, especialmente depois que a soberania de Okinawa voltou ao Japão, recentemente tendo entre 4 e 5% de participação na economia da ilha. Em 2012, um acordo foi firmado entre os Estados Unidos e o Japão para reduzir o número de militares Norte-americanos na ilha, movendo 9 mil deles para outros locais e movendo bases para fora da Grande Naha, mas 10 mil marinheiros permanecerão na ilha, junto com outras unidades militares.